# Montloué
Montloué ist eine französische Gemeinde mit 193 Einwohnern (Stand 1. Januar 2022) im Département Aisne in der Region Hauts-de-France (vor 2016 Picardie). Sie gehört zum Arrondissement Vervins, zum Kanton Vervins und zum Gemeindeverband Portes de la Thiérache.

## Geographie
Die Gemeinde Montloué liegt im Osten der Landschaft Thiérache an der Mündung des Hurtaut in die Serre, 22 Kilometer südöstlich von Vervins. Nachbargemeinden von Montloué sind Soize im Norden, Noircourt im Nordosten und Osten, Le Thuel im Südosten und Süden, Dizy-le-Gros im Südwesten, Lislet im Westen sowie Montcornet im Nordwesten. Im Gemeindegebiet von Montloué stehen sechs Windkraftanlagen als Teil eines interkommunalen Windparks.

### Bevölkerungsentwicklung
| Jahr                       | 1962 | 1968 | 1975 | 1982 | 1990 | 1999 | 2006 | 2014 | 2022 |
| Einwohner                  | 267  | 273  | 233  | 185  | 196  | 189  | 168  | 186  | 193  |
| Quellen: Cassini und INSEE |      |      |      |      |      |      |      |      |      |

## Sehenswürdigkeiten
- Wehrkirche Saint-Martin
- Lavoir

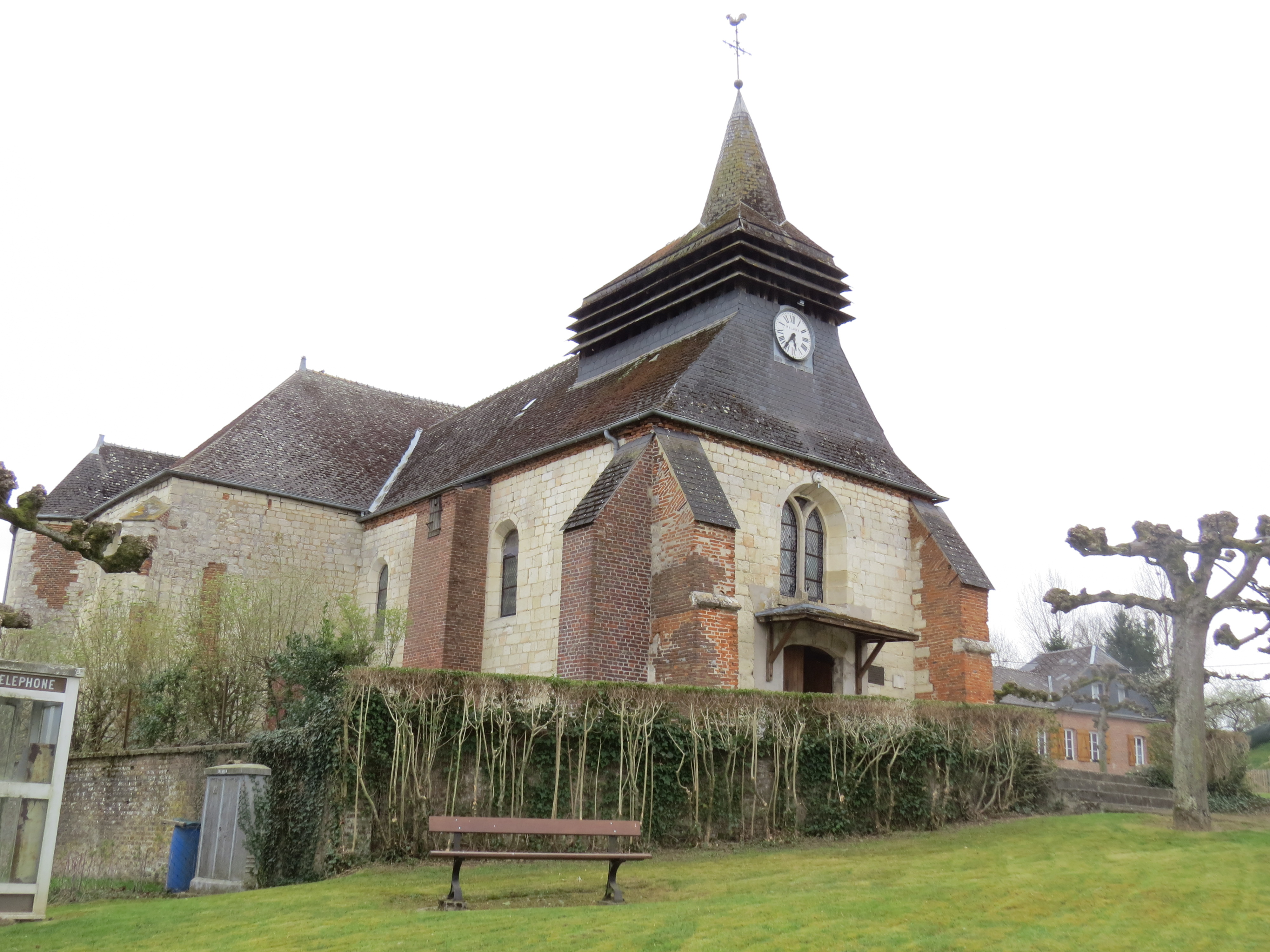
Kirche Saint-Martin
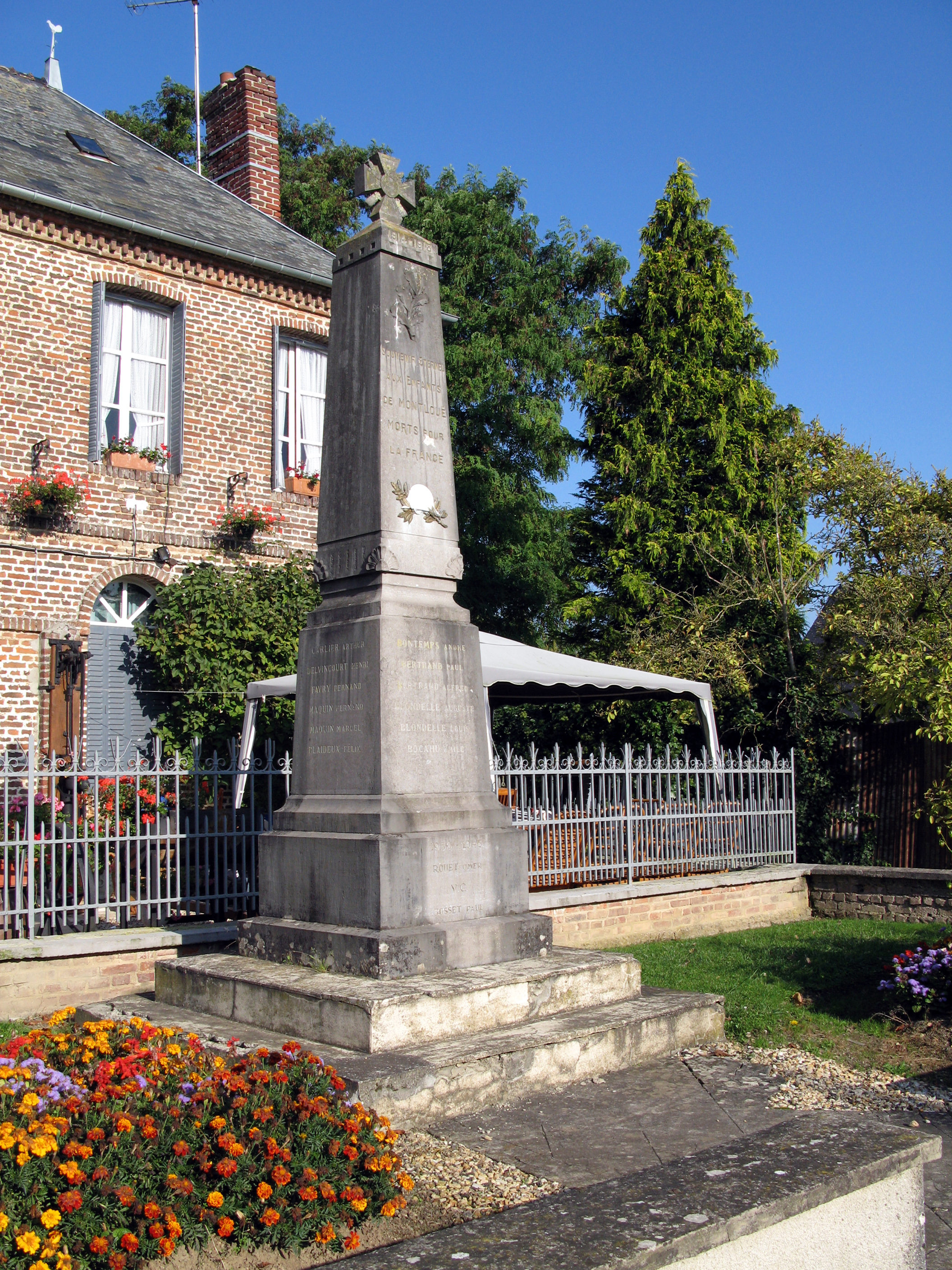
Gefallenendenkmal
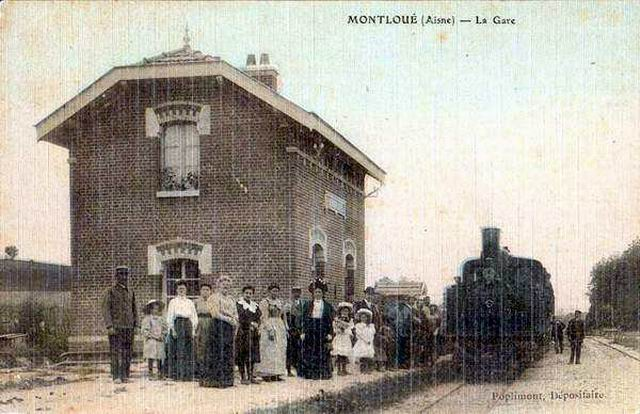
Ehemaliger Bahnhof (um 1920)